# Palacio de Justicia de los Estados Unidos y Edificio Federal Clarkson S. Fisher
El Palacio de Justicia de los Estados Unidos y Edificio Federal Clarkson S. Fisher, originalmente conocido como Palacio de Justicia de los Estados Unidos y Edificio Federal, está ubicado en Trenton (Estados Unidos). Alberga el Tribunal de Distrito de los Estados Unidos para el Distrito de Nueva Jersey.
El edificio fue diseñado por James A. Wetmore y terminado en 1932. La estructura neoclásica "despojada" contiene murales de Charles Wells. Se agregó al registro estatal de lugares históricos en 1989 y al registro federal en 2012. Fue nombrado por el juez federal Clarkson Sherman Fisher en 1993 antes de su muerte en 1997.